# Christian von Erpel
Christian Heinrich von Erpel († 16. August 1449) war Generalvikar in Köln.
Universitätsprofessor und seit 1404 Kanoniker an St. Kunibert in Köln, wurde er auch Kanoniker an St. Gereon in Köln, dessen Scholaster er seit 1411 war. Seit 1391 bereits Sigillifer des Erzbischofs von Köln, wurde Christian von Erpel 1411 Offizial des Erzbistums. Er war zudem Propst an St. Maria ad Gradus in Köln, Kölner Domherr, Provisor fabricae am Kölner Dom und ab zeitweise Generalvikar des Erzbistums.